# Општина Бродина (Сучава)
Бродина (рум. Brodina) општина је у Румунији у округу Сучава.
Oпштина се налази на надморској висини од 980 m.